# Geilenkirchen
Geilenkirchen (phát âm tiếng Đức: [ˈɡaɪlənkɪʁçən]) là một thị xã ở huyện Heinsberg, bang Nordrhein-Westfalen, nước Đức. Đô thị Geilenkirchen có diện tích 83 km². Geilenkirchen nằm gần biên giới với Hà Lan, bên sông Wurm, cự ly khoảng 15 km về phía đông bắc Heerlen và 20 km về phía bắc của Aachen.